# Rejet de greffe
Pour les articles homonymes, voir rejet.
On appelle rejet de greffe l'ensemble des réactions locales et générales que l'organisme de l'hôte peut développer vis-à-vis d'un greffon. Ceci peut entraîner la destruction complète du greffon.

## Avant greffe
Les examens cliniques et paracliniques permettent de savoir si le principe d'une greffe est à retenir. 
Si la décision est prise, en accord avec le sujet, un bilan avant greffe est établi. Ce bilan est triple : psychologique — concerne parfois l'entourage —, physiologique — chaque organe peut-être concerné — et immunologique — possibilités de défenses et de compatibilité. Celui-ci peut nécessiter un  à   trois mois sauf s'il existe une urgence vitale. Il exige donc la collaboration de nombreuses disciplines et il aboutit à une décision  multidisciplinaire.

## Rejet suraigu ou hyperaigu
Il se manifeste dans les heures qui suivent le rétablissement de la continuité vasculaire par un infarctus du transplant, parfois associé à une coagulopathie de consommation. Des rejets suraigus peuvent survenir en présence d’anticorps préformés détectés par le cross match.

## Rejet aigu
Il survient à partir du 4e jour après la greffe et se traduit par des signes généraux, fonctionnels et biologiques qui varient selon l’organe transplanté.

### Rein
Le rejet aigu précoce plus fréquent au cours des premiers mois peut associer : fièvre, augmentation du volume ou de la sensibilité du greffon, prise de poids avec chute de la diurèse, apparition ou majoration d’une hypertension artérielle. Biologiquement, apparaissent une insuffisance rénale, une baisse de la natriurèse et parfois une protéinurie. La biopsie rénale permet le diagnostic et apprécie la gravité et l’étendue des lésions.

### Cœur
Le rejet aigu, plus fréquent dans les 6 premiers mois, est le plus souvent asymptomatique. Il est diagnostiqué par la surveillance échographique (diminution de la contractilité segmentaire ou globale) et histologique systématiques. Les signes cliniques ou électriques, beaucoup trop tardifs, témoignent d’un rejet aigu gravissime. La biopsie endomyocardique permet d’affirmer le diagnostic et de classer le rejet selon sa gravité histologique.

### Poumon
Pour qu’une transplantation réussisse, il faut deux conditions. Greffer un corps dont les caractéristiques tissulaires sont les plus proches possibles de celles du receveur (c’est la compatibilité tissulaire) et ensuite maîtriser le phénomène inéluctable du rejet.
Le rejet reste souvent asymptomatique et est diagnostiqué par la surveillance systématique clinique, spirométrique (baisse du peak-flow et les débits distaux) et radiologique (infiltrats interstitiels parfois seulement visibles au scanner). Les biopsies transbronchiques avec lavage broncho-alvéolaire permettent de différencier l’infection du rejet, qui peuvent coexister, et d’apprécier la sévérité des lésions.

### Foie
Le rejet aigu peut être asymptomatique ou se traduire cliniquement par une asthénie, une fièvre, une hépatomégalie, une ascite ou un ictère. Souvent, seules des anomalies biologiques isolées, cholestase ou cytolyse hépatique, motivent la biopsie qui va confirmer le diagnostic.

### Pancréas
La survenue du rejet pose un problème diagnostique en l’absence de marqueur précoce du rejet du pancréas greffé. En cas de greffe combinée rein-pancréas, l’élévation de la créatininémie est considérée comme le marqueur le plus fiable du rejet pancréatique. La biopsie à l’aiguille, délicate techniquement et non dénuée de risques, reste d’interprétation difficile.

## Rejet chronique
Le rejet chronique, de causes multiples mais avant tout immunologiques, est responsable d’une altération progressive et irréversible de la fonction du greffon. Histologiquement, il réalise une vasculopathie chronique spécifique de l’organe greffé, essentiellement fibrosante et proliférante. Les lésions d’artériosclérose accélérée du greffon diffèrent de celles de l’athérome classique, car elles sont diffuses et circonférentielles, avec hyperplasie concentrique de l’intima, respectant la limitante élastique interne et d’évolution rapide en quelques mois.
La symptomatologie du rejet chronique varie selon l’organe greffé. Après transplantation rénale, il se traduit par une insuffisance rénale lentement progressive et une hypertension artérielle parfois associées à une protéinurie. Après transplantation cardiaque, se développe une coronaropathie chronique indolore, car l’angor est asymptomatique sur un cœur dénervé. L’apparition de signes cliniques d’insuffisance cardiaque est très tardive. Après transplantation pulmonaire, apparaissent des lésions de bronchiolite oblitérante avec symptômes d’insuffisance respiratoire chronique (dyspnée, surinfection). Après transplantation hépatique, le rejet chronique se traduit par une cholestase biologique isolée, puis par un ictère progressif évoluant vers une insuffisance hépatocellulaire. Après transplantation pancréatique, réapparaissent une insulinodépendance et/ou une insuffisance rénale en cas de transplantation rein-pancréas.
Dans tous les cas, le seul traitement du rejet chronique est la retransplantation avec un risque de récidive accrue sur le deuxième greffon. Le meilleur traitement est avant tout préventif par le diagnostic et le traitement précoces des épisodes de rejet aigus et la lutte contre les autres facteurs de risque de la maladie athéromateuse.
Le rejet chronique (principale cause d’échec des greffes) est une réponse auto-immune s’installant au cours du temps correspondant à l’intensification de l’inflammation s’étant installée au niveau du greffon après la transplantation. Ce rejet est difficile à contrecarrer car provoquant une fibrose (transformation de tissus de l’organisme en tissus fibreux) des vaisseaux dont les parois s’épaississent. De cette fibrose découle une irrigation insuffisante de l’organe entraînant une détérioration des fonctions de l’organe.

## Réaction du greffon contre l'hôte
La réaction du greffon contre l'hôte (graft-versus-host disease, GVHD) est une complication fréquente et grave des greffes de moelle osseuse allogénique,. Elle est provoquée par les cellules immunocompétentes de la moelle osseuse du donneur qui vont attaquer l'organisme du receveur, incapable de les rejeter du fait de l'immunodépression induite avant la greffe (conditionnement du receveur par suppression de sa moelle et de sa mémoire immunitaire). Certains organes constituent la cible privilégiée de la GVH aiguë : peau, tube digestif et canalicules biliaires mais également poumon. Par définition, la GVH est dite aiguë quand elle survient avant le centième jour post-greffe et chronique au-delà. Les poussées de GVH chronique n'ont pas nécessairement de caractère récurrent et régulier, contrairement au sens premier et trompeur du terme employé pour la qualifier. 

Elles surviennent plutôt de façon sporadiques et imprévisibles. Une GVH chronique peut apparaître sans qu'il y ait eu précédemment une GVH aiguë.

## Sous traitement
Afin de limiter voire de supprimer totalement tout risque de rejet, les médecins utilisent des médicaments : les immunosuppresseurs. Leur but est de diminuer la réponse immunitaire de l'organisme en limitant le taux d'anticorps créés par les lymphocytes B et le nombre de lymphocytes T. On citera comme immunosuppresseur les corticostéroïdes, les inhibiteurs de synthèse d'ADN, et les sérums monoclonaux.
Cependant, l'activité des immunosuppresseurs, bien qu’elle soit bénéfique pour le malade, entraîne une faiblesse du patient envers les attaques des maladies, et leurs effets secondaires ne sont pas négligeables. C'est pourquoi tous les patients mis sous immunosuppresseur ont un suivi médical très régulier.
Une voie alternative est l'utilisation d'interleukine 2 à faible dose afin de stimuler au contraire les cellules Treg.